# Antonija Javornik
Antonija Javornik (también conocida como Natalija Bjelajac; Maribor, 13 de mayo de 1893--Belgrado, 16 de agosto de 1974) fue una heroína de guerra serbia, enfermera y sargento del ejército serbio durante las guerras de los Balcanes y la Primera Guerra Mundial. Fue herida en combate doce veces y recibió doce medallas por valentía.

## Biografía
Antonija Javornik nació en Maribor, en 1893. Para Javornik, la Primera Guerra Mundial comenzó con las batallas alrededor de Šabac, durante la Batalla de Cer, en la que murió su tío, el capitán Martin Javornik. 
Recibió su segunda medalla (la medalla Miloš Obilić) después de estos primeros enfrentamientos militares. La guerra la llevó a Belgrado, donde participó en la defensa de la ciudad. Junto con el resto del ejército serbio, se retiró a las montañas de Montenegro y Albania, y fue testigo de la muerte de muchos soldados en las islas de Corfú y Vido. Después de un período de recuperación, llegó al Frente de Salónica y participó en la batalla de Kaymakchalan, librada entre el 12 y el 30 de septiembre de 1916. Después de la caída de Kaymakchalan, la ruptura del Frente de Salónica y la liberación de Bitola, recibió su medalla más valiosa, la Orden de la Estrella de Karadjordje.
Durante la guerra, participó en las zonas de guerra más sangrientas y difíciles. Fue galardonada con la Orden de la Estrella de Karadjordje, dos medallas Obilić, la medalla conmemorativa albanesa, la medalla del águila blanca, la medalla de virtud militar, la medalla por servicios a la casa real, la legión de honor francesa - caballero orden de mérito otorgado a un ciudadano extranjero), y la Medalla rusa de San Jorge (Clase III). 
Murió en Belgrado, en 1974.